# Ryker’s
Ryker’s ist eine Hardcore-Band aus Kassel, die 1992 gegründet wurde und sich erstmals im Jahr 2000 auflöste, jedoch sich 2008 kurz wiedervereinigte und 2013 mit Konzerten und 2014 mit einem neuen Studioalbum ihr Comeback feierte. Die Band gehört zu den erfolgreichsten europäischen Hardcore-Bands der 1990er-Jahre. Wesentlich beeinflusst wurden sie von Bands wie den Cro-Mags und Agnostic Front.

## Geschichte
2003 gab die Band ein einmaliges Konzert auf dem With Full Force zum 10. Jubiläum des Festivals. 2008 gab es eine Wiedervereinigung und es wurden einige Festival-Konzerte gespielt sowie eine zugehörige Reunion-Tour angekündigt, diese wurde jedoch unter Verweis auf einen Schicksalsschlag abgesagt. Im Dezember 2012 kündigte die Band ihre Reunion für das Jahr 2013 an. Erste Konzerte fanden im Frühjahr in Athen und Lissabon statt. Ein weiteres Konzert folgte daraufhin auf dem With-Full-Force-Festival.
Im Januar 2014 verkündete die Band bei ihrem Auftritt während der EMP Persistence Tour in Oberhausen, dass ein neues Album im Laufe des Jahres erscheinen wird. Des Weiteren wurden Konzerte beim MyFest in Berlin, in Wien, beim Monster Bash Festival in München, beim New Noise Festival in Karlsruhe, beim Dour Festival, beim Resurrection Fest, auf dem Endless Summer Open Air sowie in Villmar, Goldenstedt, Gütersloh, ihrer Heimatstadt Kassel sowie 2014 vor 13.000 Fans in der Nähe der Indonesischen Hauptstadt Jakarta gespielt.
Das Comeback-Album der Band trug den Titel Hard to the Core, enthielt acht neue Songs und erschien im Mai 2014 via BDHW Records. Aufgenommen wurde es im Januar 2014 im Stage One Studio von Andy Classen. Ein Musikvideo zum Titelsong Hard to the Core wurde veröffentlicht. Im Januar 2015 folgte ein Musikvideo zu The World as I See it Today und die Band war Teil der EMP Persistence Tour, die durch Deutschland, Frankreich, Niederlande, Schweiz, Tschechien und Belgien führte. Für Herbst 2015 kündigten die Ryker’s das neue Album Never Meant to Last an, welches erstmals nicht mit Gründungsmitglied Kid-D., sondern mit Dennis „Sergeant D.“ Müller von der Band Brightside und mit Gastsängern aufgenommen wurde. Mit Kid-D. sei man im Guten auseinandergegangen, aber er hätte zu einem neuen Album „keinen Bock und keine Zeit mehr“ gehabt, wie sich in Vorbereitung für die Aufnahmen abzeichnete. Im September 2015 erschien vorab das erste Video High Five in Your Face with a Chair vom neuen Album. Daraufhin folgte nach der Veröffentlichung des Albums im Oktober, ein Musikvideo zu The Outcast’s Voice.
Im Mai 2017 gab die Band bekannt, dass mit Steve Römhild von der Band Erosion ein neuer Gitarrist dabei ist und somit Grobi ersetzt, der nicht mehr bei den Ryker's spielt. Des Weiteren wurde ein neues Album für Anfang 2018 angekündigt. 2018 spielte die Band zum 25. Jubiläum des Akku Immenhausen.
Im Juni 2021 verließ Sänger Müller die Band. Kid-D übernahm den Posten des Sängers erneut.
Von 1992 bis 1994 spielte Sven „Meff“ Herwig das Schlagzeug für die Thrash-Metal-Band Holy Moses, über das Drumming von Herwig erhielt die Metal-Band leichte Hardcore-Einflüsse.

## Diskografie
- 1994: Payback Time (Lost & Found Records)
- 1994: Brother Against Brother (Lost & Found Records)
- 1995: First Blood (Lost & Found Records)
- 1996: Ground Zero (Raw)
- 1997: A Lesson in Loyality (Raw)
- 1999: Life’s a Gamble … and So Is Death (Century Media)
- 2000: From the Cradle to the Grave (Century Media)
- 2014: Hard to the Core (BDHW Records)
- 2015: Never Meant to Last (BDHW Records)
- 2019: The Beginning … Doesn‘t Know the End (BDHW Records)
- 2022: Ours Was a Noble Cause (BDHW Records)